# 马克·弗赖伯格
马库斯·罗斯·弗赖伯格（英語：Marcus Ross Freiberger，1928年11月27日—2005年6月29日），出生于得克萨斯州阿马里洛，美国篮球运动员，曾代表美国参加1952年夏季奥运会男子篮球比赛，并获得金牌。
2005年6月29日，弗赖伯格在北卡罗来纳州温斯顿 - 撒冷去世。 